# Miami PanAm International 2011
Die Miami PanAm International 2011 im Badminton fanden vom 9. bis zum 12. November 2011 in Miami Lakes statt.

## Sieger und Platzierte
| Disziplin    | Gold                           | Silber                                        | Bronze                                  |
| ------------ | ------------------------------ | --------------------------------------------- | --------------------------------------- |
| Herreneinzel | Niluka Karunaratne             | Rodrigo Pacheco                               | Stephan Wojcikiewicz                    |
| Herreneinzel | Niluka Karunaratne             | Rodrigo Pacheco                               | Sattawat Pongnairat                     |
| Dameneinzel  | Anne Hald                      | Victoria Montero                              | Claudia Rivero                          |
| Dameneinzel  | Anne Hald                      | Victoria Montero                              | Renu Chandrika Hettiarachchige          |
| Herrendoppel | Hugo Arthuso Daniel Paiola     | Phillip Chew Sattawat Pongnairat              | Virgil Soeroredjo Mitchel Wongsodikromo |
| Herrendoppel | Hugo Arthuso Daniel Paiola     | Phillip Chew Sattawat Pongnairat              | Luíz dos Santos Alex Tjong              |
| Damendoppel  | Lohaynny Vicente Luana Vicente | Dayanis Alvarez Shannon Pohl                  | Eva Lee Paula Obanana                   |
| Damendoppel  | Lohaynny Vicente Luana Vicente | Dayanis Alvarez Shannon Pohl                  | Marcela Nesvedova Kamasha Robertson     |
| Mixed        | Phillip Chew Paula Obanana     | Lasitha Menaka Renu Chandrika Hettiarachchige | Andrés López Victoria Montero           |
| Mixed        | Phillip Chew Paula Obanana     | Lasitha Menaka Renu Chandrika Hettiarachchige | Lino Muñoz Cynthia González             |